# Spa-JAP
Spa-JAP is een historisch merk van motorfietsen.
De bedrijfsnaam was: Spa motor & Engineering Co., Scarborough.
Spa Motor & Engineering Co. was een Engels bedrijf dat van 1921 tot 1923 motorfietsen met 248- en 293 cc JAP-zijklepmotoren bouwde.